# توماس لنگاور
توماس لنگاور (به آلمانی: Thomas Lengauer) (متولد ۱۲ نوامبر ۱۹۵۲ میلادی)، دانشمند علوم کامپیوتر و یک زیست‌شناس محاسباتی است.

## تحصیلات
لنگاور ریاضیات را در دانشگاه آزاد برلین آموخت. او مدرک دیپلم خود را در سال ۱۹۷۵ و مدرک «Dr. rer. Nat» را (که معادل دکتورا است) در سال ۱۹۷۶ به‌دست‌آورد. لنگاور مدرک کارشناسی ارشد خود را در سال ۱۹۷۷ و دکترای خود را در سال ۱۹۷۹ در رشته علوم کامپیوتر دریافت کرد. شایان ذکر است که هر دو مدرک خود را از دانشگاه استنفورد به‌دست‌آورد و سپس در سال ۱۹۴۸ رتبه شایستگی (درجه علمی) اش را در رشته علوم کامپیوتر از دانشگاه زارلاند کسب کرد.

## کار و پژوهش
لنگاور در دهه هفتاد و اوایل دهه هشتاد، پژوهش را در زمینه علوم نظری کامپیوتر در دانشگاه استنفورد، زارلاند و لابراتوارهای دانشگاه بل انجام داد، در سال ۱۹۴۸ استاد علوم کامپیوتر در انشگاه پادربورن مقرر شد. پژوهش‌های لنگاور در دهه ۸۰ و اوایل دهه ۹۰ روی روش‌های بهینه‌سازی مجزا برای دیزاین مدارها (سرکیت) مدغم شده و در مورد مشکلات بسته‌بندی در تولید متمرکز بود. لنگاور از سال ۱۹۹۲ الی ۲۰۱۱ میلادی به حیث استاد علوم کامپیوتر در دانشگاه بن و رئیس انستیتوت الگاریتم‌ها و محاسبه عملی در مرکز ملی تکنالوژی معلوماتی آلمان ایفای وظیفه نمود. او از سال ۲۰۰۱ بدین‌سو آمر دیپارتمنت زیست‌شناسی و الگاریتم‌های تطبیقی در انستیتیوت انفورماتیک مکس پلانک بوده‌است.
او در کنار رابرت تارجان، مشاور دکترای خود در دانشگاه استنفورد، به‌خاطر الگاریتم لنگاور–تارجان در گره سلطه‌گرا معروف است.
پژوهش‌های لنگاور از اوایل دهه ۱۹۹۰ روی زیست‌شناسی محاسباتی، به‌خصوص تنظیم ترادف‌های ملکولی و هم‌چنان پیش‌بینی ساختار و عمل‌کرد پروتین، آزمایش و طراحی طب محاسباتی تمرکز داشته‌است. در گام بعدی، او همراه با کریستین لمن، ماتیاس راری و رالف زیمر شرکت "BioSolveIT GmbH" را در شهر سانکت اگوستین آلمان تأسیس کرد. از سال ۲۰۰۰ میلادی او و تیمش روش‌هایی را برای تحلیل مقاومت ویروسی HIV طرح کردند. لنگاور سپس در سال ۲۰۰۵ وارد رشته اپی‌ژنتیک محاسباتی شد.
لنگاور سرانجام در سال ۲۰۱۸ از شغل خود به عنوان رئیس مؤسسه انفورماتیک مکس پلانک بازنشسته شد و پس از ۲۰۱۹ میلادی به صورت پاره وقت به مؤسسهٔ ویروس‌شناسی در دانشگاه کلن پیوست.
لنگاور مشاور دکترای بیشر از ۵۰ دانشجو بوده که بیش از ۳۵۰ نشریه را تألیف کردند.

## فعالیت‌ها، جوایز و افتخارات
لنگاور یکی از بنیان‌گذاران سلسله کنفرانس‌های سمپوزیم اروپایی در مورد الگوریتم‌ها (ESA, 1993) و سمپوزیم اروپایی پیرامون زیست‌شناسی محاسباتی (ECCB, 2002) است. او از سال ۱۹۹۷ الی ۲۰۱۰ عضو کمیته رهبری کنفرانس بین‌المللی تحقیقات در زیست‌شناسی محاسباتی (RECOMB) بود. لنگاور یکی از اعضای مؤسس انجمن بین‌المللی زیست‌شناسی (ISCB) به‌شمار می‌رود که در سال ۲۰۱۴ معاون این انجمن تعیین گردید. او در سال ۲۰۱۵ به عنوان عضو انجمن بین‌المللی زیست‌شناسی انتخاب شد و از ماه ژانویه ۲۰۱۸ الی ژانویه ۲۰۲۱ به عنوان رئیس این انجمن انتخاب شد.
لنگاور در سال ۲۰۰۳ مدال «کنراد زوزه» از معتبرترین جوایز آلمان در زمینه انفورماتیک (انجمن انفورماتیک آلمان) و همچنین جایزه کارل هایتنز بکورتس را به‌دست‌آورد. او در سال ۲۰۱۰ در کنار رولف کایزر و مارک اوت مؤفق شد. جایزه پژوهش‌های ایدز از سوی بنیاد هینز انسمن رولف کایزر را کسب کند و در سال ۲۰۱۴ جایزه علوم هکتور را نیز بنام خود ثبت کرد.
لنگاور از سال ۲۰۰۳ عضو آکادمی علوم طبیعی لئوپلدینه آلمان شد، در سال ۲۰۰۶ رئیس بخش علوم معلومات این آکادمی شده که سپس در سال ۲۰۱۳ به ریاست بخش علوم طبیعی رسید. در سال ۲۰۱۵ عضو هیئت رئیسه آکادمی مزبور شد.
لنگاور هم‌چنان از سال ۲۰۱۷ عضویت آکادمی «اکاتیک» را که آکادمی علوم و مهندسی آلمان است، به‌دست‌آورد و همچنین در سال ۲۰۱۰ عضویت آکادمی اروپا (آکادمی علوم انسانی، ادبیات، حقوق و علوم سراسر اروپا) را دریافت کرد.

## زندگی شخصی
کریستین لنگاور، برادر دوقلوی توماس لنگاور نیز استاد دانشکده انفورماتیک و ریاضیات در دانشگاه پاساو آلمان بود.